# Alphonse Allais
Alphonse Allais fr: alfɔ̃:s alɛ (ur. 20 października 1854 w Honfleur, zm. 28 października 1905 w Paryżu) – francuski pisarz oraz humorysta.

## Życiorys
Pisarstwo łączył z pracą humorysty, malarstwem i komponowaniem muzyki. Sławny w czasach la Belle époque, rozpoznawalny dzięki ostremu pióru i absurdalnemu zmysłowi humoru, jest też zapoznanym autorem pierwszych obrazów abstrakcyjnych, np. monochromatyczny obraz Récolte de la tomate sur le bord de la mer Rouge par des cardinaux apoplectiques, itp., pokazane na wystawie Salon des Arts Incohérents, wyprzedzają o całe pokolenie le Carré blanc sur fond blanc Kazimierza Malewicza uważanego powszechnie za pierwszego twórcę abstrakcji w malarstwie.
Alphonse Allais jest także, jeszcze przed Johnem Cage lub Erwinem Schulhoffem, autorem pierwszej muzycznej kompozycji minimalistycznej: "Marche Funèbre" (Marsz pogrzebowy) skomponowany z okazji Funérailles d'un grand homme sourd, est une page de composition vierge, parce que « les grandes douleurs sont muettes » (Na pogrzeb wielkiego, głuchego człowieka, ponieważ "wielki ból jest niemy").
Jego prace naukowe są mniej znane (nad fotografią kolorową, nad kawą liofilizowaną oraz daleko posunięte prace nad syntezą kauczuku).
Alphonse Allais napisał setki bajek humorystycznych, w większości napisanych w naglącej potrzebie. Pozostawał poetą na równi z humorystą, szczególnie upodobał sobie formę wiersza holorymowanego, czyli takiego, w którym wszystkie słowa pierwszej i kolejnej zwrotki są homofoniczne:
« Par les bois du djinn où s'entasse de l'effroi,
Parle et bois du gin ou cent tasses de lait froid. »
"W lesie dżinów gdzie gromadzi się strach,
Mów i pij dżin lub sto filiżanek zimnego mleka"
Był też znany z dowcipu literackiego i sytuacyjnego zarazem, np. "Gorąco tutaj, pozwólcie że otworzę nawias".

## Główne dzieła
- À se tordre 1891
- Vive la vie!, 1892
- Deux et deux font cinq, 1895
- Amours, délices et orgues, 1898
- Ne nous frappons pas (literally Let's not hit ourselves), 1900